# Дягилев, Дмитрий Викторович
Дмитрий Викторович Дягилев (1909 — после 1980) — советский партийный деятель, краевед, архивист, автор и со-автор ряда исторических книг, кандидат исторических наук.

## Биография
В 1909 его семья прибыла на Урал. Трудовую деятельность начал в 1923 гонщиком и учеником слесаря на Лобвинском лесопильном заводе Уральской области. С 1923 до 1925 учился в Ново-Лялинской школе ФЗО. Затем с 1925 до 1927 инструктор Лялинского районного комитета ВЛКСМ, в 1927 секретарь комитета ВЛКСМ Тавдинского лесозавода, с 1927 до 1929 председатель Байкаловского районного, Ирбитского окружного бюро пионеров, в 1929 инструктор Ирбитского окружного союза кустарной промышленности. С 1930 до 1932 редактор газеты «Большевистская смена» в городе Молотове. В 1935 окончил филиал Института марксизма-ленинизма в Свердловске. С 1935 до 1937 председатель предметной комиссии по истории ВКП(б) Челябинского отделения института массового заочного обучения. С 1937 до 1939 заведовал Челябинским истпартом (комиссией по истории Октябрьской революции и РКП(б)), позднее работает научным сотрудником партийного архива Челябинского областного комитета ВКП(б). Занимался исследованиями революционных событий 1905—1907 и 1917 годов на Южном Урале.
С началом Великой Отечественной войны в июне 1941 мобилизован Кировским районным военкоматом города Челябинска. Служил заместителем командира по политической части 3-го мотострелкового батальона 68-й механизированной бригады 2-го Белорусского фронта. Отличился в боях в Восточной Пруссии. Демобилизован в октябре 1946. В 1947 становится лектором Челябинского областного комитета ВКП(б), преподавателем советско-партийной школы. С 1948 инспектор ЦК ВКП(б). В 1956 старший научный сотрудник ИИЯЛ БФАН СССР (ныне ИИЯЛ УФИЦ РАН). Работал в Институте истории АН СССР.

### Звания
- капитан;
- майор.

### Награды
- орден Отечественной войны I степени (1945);
- орден Красной Звезды (1945);
- медаль «За взятие Кёнигсберга» (1945);
- медаль «За Победу над Германией в Великой Отечественной войне 1941—1945 гг.» (1945);
- юбилейные медали.

## Публикации
- Церковники и сектанты на службе контрреволюции. — 1939.
- Расцвет Советской Украины в братской семье народов СССР. — 1954.
- История Москвы в годы ВОВ и в послевоенный период 1941—1965 гг. — 1967.

Входил с состав редакции 6-томника (в 7 книгах): История Москвы: в 6 т. Академия наук СССР. Институт истории. М.: Издательство Академии наук СССР, 1952. – Т. 1., 780 с.: ил., фронт. (2 л. порт.), Приложение к первому тому: Планы. М., 1952. – 11 л. план. Т. 2., 744 с.: ил. Т. 3. 872 с.: ил. Т. 4. 952 с.: ил. Т. 5. 820 с.: ил. Т. 6. Кн. 1. 512 с.: ил. Кн. 2. 632 с.: ил.; наряду с академиком АН СССР А. М. Панкратовой (1897–1957), академиком АН СССР Н. М. Дружининым (1886–1986), членом-корреспондентом АН СССР С. В. Бахрушиным (1882–1950), доктором исторических наук Б. П. Козьминым (1888–1958), доктором исторических наук А. А. Новосельским (1891–1967).